# Per Digerud
Per Digerud (* 25. Juli 1933 in Oslo; † 13. August 1988 ebenda) war ein norwegischer Radrennfahrer und nationaler Meister im Radsport.

## Sportliche Laufbahn
Digerud wurde zehnmal norwegischer Meister im Straßenradsport, darunter dreimal im Straßenrennen (1960, 1961, 1964), sechsmal im Einzelzeitfahren (1955, 1956, 1957, 1958, 1961 und 1962) und einmal im Mannschaftszeitfahren (1962). Im Jahr 1955 wurde er auf der Bahn Landesmeister in der Einerverfolgung.
An der Internationalen Friedensfahrt nahm er dreimal teil: 1960 schied er aus, 1961 platzierte er sich als 53. und 1962 als 70.
Er vertrat Norwegen bei den Olympischen Sommerspielen 1960 und wurde 71. im Straßenrennen. 1956 bis 1958 und 1962 siegte er im Eintagesrennen Tyrifjorden Rundt. 1956 bis 1958 und 1960 gewann er das Rennen Roserittet.
Den Kongepokal (Königspokal), der für die beste sportliche Leistung bei norwegischen Meisterschaften vergeben wird, erhielt Digerud 1955, 1956, 1958, 1961 und 1962.

## Privates
Er ist der Vater von Geir Digerud, der Anfang der achtziger Jahre in Italien als Berufsfahrer engagiert war. Nach seiner Radsportkarriere war er als Vorsitzender seines Vereins SK Rye tätig. Er führte in Oslo einen Fahrradgeschäft, wo u. a. seine eigene Produktlinie angeboten wurde.